# Fox Linux
Fox Linux este o distribuție de Linux bazată pe Fedora Core.

## Legături externe
- Fox Linux la DistroWatch